# Relativní molekulová hmotnost
Relativní molekulová hmotnost (též poměrná molekulová hmotnost) je podíl klidové hmotnosti molekuly a atomové hmotnostní konstanty. Číselně je blízká součtu nukleonových čísel atomů, ze kterých se molekula skládá.

## Značení
- Značka: Mr
- Jednotka: bezrozměrná veličina

## Výpočet
Hodnota relativní molekulové hmotnosti se určí ze vztahu
{\displaystyle M_{r}={\frac {m_{0}}{m_{u}}}},
kde {\displaystyle m_{0}} je klidová hmotnost molekuly a {\displaystyle m_{u}} je atomová hmotnostní konstanta.

## Vlastnosti
Relativní molekulová hmotnost se rovná součtu relativních atomových hmotností jednotlivých atomů v molekule. Udává poměr skutečné hmotnosti molekuly k atomové hmotnostní konstantě.